# Gevrey-Chambertin Challenger
Il Gevrey-Chambertin Challenger è stato un torneo professionistico di tennis giocato su campi in sintetico. Faceva parte dell'ATP Challenger Series. Si giocava annualmente a Gevrey-Chambertin in Francia.

## Albo d'oro

### Singolare
| Anno | Campione          | Finalista   | Punteggio     |
| ---- | ----------------- | ----------- | ------------- |
| 1990 | Guillaume Raoux   | Henrik Holm | 2–6, 6–4, 6–4 |
| 1989 | Martin Laurendeau | Brad Pearce | 4–6, 6–1, 7–6 |

### Doppio
| Anno | Campioni                         | Finalisti                    | Punteggio |
| ---- | -------------------------------- | ---------------------------- | --------- |
| 1990 | Mansour Bahrami Rodolphe Gilbert | Jan Apell Peter Nyborg       | 7–5, 6–2  |
| 1989 | Nduka Odizor Paul Wekesa         | Brad Pearce Greg Van Emburgh | 6–4, 6–2  |